# Pato Branco
Pato Branco("White Duck" in engleza) este un oraș din sud estul regiunii Paraná (PR), Brazilia. Municipiu ocupa 537,8 km² (206.7 mi²)si are o populatie de 66.680 locuitori (2007 IBGE). Pato Branco este atestat ca sat in 1942 si a primit statutul de oras in 14 decembrie 1952. Orasul are 2 universitati, respectiv "Faculdade Mater Dei" si "Faculdade de Pato Branco".
Pato Branco este situat la 760 metri peste nivelul marii avand un climat sub-tropical cu veri calde si frecvente ploi tropicale iar iernile sunt blande inghetul de dimineata fiind o raritate.Cea mai rece luna a anului este Iulie temperatura medie fiind de 14.2°C (57.6°F).Ianuarie este cea mai calda luna cu o medie de 22.5°C (72.5°F).
Temperaturi extreme:
-5,6C in Iulie 2006.
+36,7C in Februarie 2005.
Primarul actual este Roberto Viganó ales pentru mandatul 2005-2008 si reales pentru cel din 2009-2012.